# Secnidazole
Le secnidazole est un médicament antibiotique et antiparasitaire.Il s'agit d'un nitroimidazole dont le mécanisme d'action n'est pas entièrement clair.

## Usage médical
Le secnidazole est un antibiotique utilisé pour traiter la vaginose bactérienne et la vaginite à Trichomonas ,. Le médicament est pris par voie orale.

## Effets secondaires
Les effets secondaires de ce médicament comprennent une infection vaginale à levures, des maux de tête, des nausées, de la diarrhée ou des douleurs abdominales. La sécurité pendant la grossesse et l'allaitement n'est pas claire  pour ce médicament. 

## Histoire
Le médicament a été approuvé pour un usage médical aux États-Unis en 2017. Aux États-Unis, une dose unique coûte environ 280 dollars américains en 2021. Il est cependant disponible dans d’autres parties du monde depuis des décennies.